# 石巻港駅
石巻港駅（いしのまきこうえき）は、宮城県石巻市南光町2丁目にある日本貨物鉄道（JR貨物）の貨物駅。仙石線貨物支線の終着駅である。
日本製紙石巻工場の西端に位置し、同工場は当駅発着貨物の最大の荷主でもある。

## 歴史
- 1939年（昭和14年）11月7日：宮城電気鉄道の釜駅（貨物駅）として開業[1]。同時に東北振興パルプ（日本製紙の前身）専用線も開業。
- 1944年（昭和19年）5月1日：宮城電気鉄道が国有化[1]、仙石線の駅となる。
- 1953年（昭和28年）7月20日：石巻港駅（初代）までの貨物支線が開業[1]。
- 1968年（昭和43年）10月1日：石巻埠頭駅までの貨物支線が開業[1]。
- 1969年（昭和44年）9月1日：専用鉄道を発着するコンテナの取扱を開始[1]。
- 1971年（昭和46年）4月1日：石巻港駅（初代）までの貨物支線が廃止[1]。コンテナホームを設置。
- 1972年（昭和47年）3月15日：石巻港駅（2代目）に改称[1]。
- 1974年（昭和49年）10月1日：小荷物の取扱を開始[1]（一般駅となる）。
- 1978年（昭和53年）10月1日：小荷物の取扱を廃止（貨物駅に戻る）[1]。
- 1987年（昭和62年）4月1日：国鉄分割民営化により、JR貨物の駅となる[1]。
- 1999年（平成11年）11月1日：石巻埠頭駅までの貨物支線が廃止。
- 2006年（平成18年）3月18日：ダイヤ改正、有蓋車による紙輸送が全面コンテナ化。
- 2011年（平成23年）3月11日：東日本大震災の津波で壊滅的被害を受ける。同地にいたDE10形2両（1199、3503）が被災して現地解体された。
- 2012年（平成24年）10月9日：営業再開[2][3][4]。
- 2013年（平成25年）2月14日：日本製紙専用線が営業再開[5]。

## 構造
コンテナホーム1面1線、数本の仕分け線・留置線を有する地上駅である。駅東側にある日本製紙石巻工場へ向けて、専用鉄道が6本分岐している。駅構内には営業窓口のJR貨物石巻営業所が置かれている。コンテナ貨物、車扱貨物の取扱駅である。コンテナ貨物は、12フィートコンテナと日本製紙専用鉄道発着のコンテナを取り扱っている。
駅構内の入換作業は仙台総合鉄道部所属のDE10形ディーゼル機関車と愛知機関区のDD200形ディーゼル機関車が担当し、専用鉄道内の入換作業は日本製紙グループの南光運輸が保有するディーゼル機関車（スイッチャー）が担当している。

## 貨物列車
1日上下8本の高速貨物列車が発着する。発着駅は仙台貨物ターミナル駅か小牛田駅のいずれかで、同駅で別の列車に継送されている。最終的な輸送先は新座貨物ターミナル駅などの首都圏の駅である。

## 利用状況
- 2002年度の発送貨物は535,558トン、到着貨物は26,550トンであった。

## 駅周辺
- 日本製紙石巻工場
- 塩釜港湾空港事務所石巻港事務所
- 石巻日日新聞社

備考
かつては当貨物駅付近に「十條ショッピングセンター」があったが、閉店した。

## 隣の駅
日本貨物鉄道（JR貨物）
仙石線貨物支線
陸前山下駅 - （貨）石巻港駅 - *石巻埠頭駅
*打消線は廃駅

### かつて存在した路線
日本国有鉄道
仙石線貨物支線
釜駅 - （貨）石巻港駅（初代）